# Jean-Marc Forneri
Jean-Marc Forneri, né le 23 juillet 1959 à Marseille et mort le 28 décembre 2020 à Neuilly-sur-Seine, est un homme d'affaires français.

## Biographie
Né le 23 juillet 1959 à Marseille, Jean-Marc Forneri obtient une maîtrise de droit à la faculté de droit d'Aix-en-Provence et un diplôme d'avocat.
Également diplômé de l'Institut d’études politiques d'Aix et de l'École nationale d'administration (ENA), il commence sa carrière en 1984 en tant qu'inspecteur des finances, avant de devenir en 1987 conseiller auprès d'Édouard Balladur, alors ministre des Finances,.
En 1988, il rejoint Skis Rossignol, no 1 mondial du ski, en tant qu'administrateur-directeur-général, avant de devenir, en 1994, associé-gérant de Worms et Cie chargé de la banque d'investissement.
En 1996, il est nommé président de Crédit suisse First Boston France et vice-président de Crédit Suisse Europe. Il travaille sur des dossiers de fusions et d’acquisitions importants, notamment l’achat d’Orange par France Télécom et l’acquisition de Petrofina et d’Elf par Total.
En 2004, il fonde Bucéphale Finance, société indépendante de conseil.
À partir de 2014, Jean-Marc Forneri préside le conseil de surveillance du Grand port maritime de Marseille. En avril 2019, il est réélu à ce poste pour un nouveau mandat de 5 ans.
Il meurt le 28 décembre 2020, à Neuilly-sur-Seine. Renaud Muselier, salue alors la mémoire d'un « homme d’influence qui a mené en parallèle son action de banquier d’affaires et de serviteur de l’État. »

## Fraude fiscale
Le parquet national financier enquête à partir de 2015 sur des soupçons de fraude fiscale. Son décès interrompt l'action publique. En juin 2021, deux complices de Forneri sont condamnés pour « blanchiment aggravé de fraude fiscale ». Selon le jugement rendu par le tribunal correctionnel, Jean-Marc Forneri avait utilisé de nombreux comptes bancaires offshore pour dissimuler et blanchir 6,6 millions d’euros de fraude fiscale depuis 2005.

## Distinctions honorifiques
- Chevalier de la Légion d'honneur (2006)
- Chevalier de l'ordre national du Mérite (1999)
- Chevalier de l'ordre des Arts et des Lettres